# Amada
Amada (яп. 株式会社アマダ) — японський концерн, одне з великих верстатобудівних об'єднань. Виробник устаткування для холодної обробки листового металу, штампування, лазерного різання, гнуття, систем автоматизації.
Amada була заснована в 1946 році. Першим великим науково-технічним досягненням стало створення в 1955 році верстата для контурної обробки. З тих пір компанія, залишаючись в перших рядах японських виробників металорізального обладнання, постійно розширювала свої виробничі потужності і пропонувала металорізальні верстати, полотна і мастильно-охолоджуючі рідини, що забезпечують високий рівень якості різання і використовують передові технології обробки.
З часом типи матеріалів, що підлягають обробці, стали більш різноманітними, а вимоги до різання в плані швидкості і якості — сильно зросли. Amada продовжує використовувати і впроваджувати найсучасніші технології накопичені за всю історію існування підприємства.
Компанія виробляє також координатно-револьверні та електромеханічні преси, які дозволяють виконувати обмеженим комплектом інструменту широку номенклатуру продукції.
Однією з головних розробок компанії є запатентована конструкція преса-листогиба, яка має концепцію паралельного прогину траверс. У широкому діапазоні умов роботи, величина входу пуансона в матрицю практично незмінна по всій довжині гнуття. Таким чином виключається необхідність застосування пристроїв компенсації прогину станини.